# Лаский Володимир Євгенович
Володимир Євгенович Лаский (1987—2023) — український військовослужбовець, солдат Збройних сил України, учасник російсько-української війни. Кавалер ордена «За мужність» III ступеня (2023)

## Життєпис
Народився 15 січня 1987 в місті Львів. Навчався у Середній загальноосвітній школі №65 міста Львова. Здобув професійно-технічну освіту у Львівському вищому професійному училищі інформаційно-комп'ютерних технологій. 
У мирний час працював у ТзОВ «Друк Текстиль», захоплювався малюванням та дизайном. 
Незважаючи на відсутність військового досвіду, на початку повномасштабного вторгнення став на захист України. Виконував бойові завдання на Донеччині у складі 47 окремої механізованої бригади «Маґура».
Загинув на Донеччині. Похований на Личаківському цвинтарі у Львові 24 травня 2023. Залишилися дружина, син та донька .

## Нагороди
- Указом Президента України №354/2024 “Про відзначення державними нагородами України” від 17 червня 2024 року за особисту мужність, виявлену у захисті державного суверенітету та територіальної цілісності України, самовіддане виконання військового обов’язку нагороджено орденом “За мужність” ІІІ ступеня Лаского Володимира Євгеновича (посмертно) — солдата.